# Пекло — це місто
Пекло — це місто (англ. Hell Is a City) — англійський трилер 1960 року.

## Сюжет
Інспектор поліції Манчестера Гаррі Мартіно дізнається про те, що з в'язниці втік дуже небезпечний бандит Дон Старлінг. Мартіно вважає, що той повинен повернутися в Манчестер, де сховав коштовності, вкрадені під час пограбування, за яке він потрапив за ґрати. Старлінг дійсно повертається в рідне місто і відразу збирає свою банду, плануючи нове пограбування.

## У ролях
| Актор            | Роль                    |
| ---------------- | ----------------------- |
| Стенлі Бейкер    | інспектор Гаррі Мартіно |
| Джон Кроуфорд    | Дон Старлінг            |
| Дональд Плезенс  | Гус Хокінс              |
| Біллі Вайтлоу    | Хлоя Хокінс             |
| Джозеф Томелті   | Furnisher Steele        |
| Джордж А. Купер  | Дуг Саваж               |
| Джеффрі Фредерік | Девері                  |
| Ванда Годселл    | Лакі Ласк               |
| Чарльз Х'юстон   | Клоггер Роч             |
| Джобі Бланшард   | Тоні Джейкс             |
| Чарльз Морган    | Лорі Ловетт             |
| Пітер Медден     | Берт Дарвін             |